# 앤서니 블런트
앤서니 프레더릭 블런트(영어: Anthony Frederick Blunt, 1907년 9월 26일~1983년 3월 26일) 또는 앤서니 블런트 경(Sir Anthony Blunt)은 영국의 주도적인 예술역사가이다. 1964년 소련의 첩자로 인정했다.
블런트는 소련에 포섭되어 1930년대의 어느 시점부터 적어도 1950년대 초반까지 케임브리지에서 교육을 받은 스파이들을 가리키는 케임브리지 5인 중 4번째 사람으로 간주되었다.
블런트는 런던 대학교의 미술사 교수를 역임했다.